# 服部昇大
服部 昇大（はっとり しょうた、1982年8月10日 - ）は、岡山県津山市出身の日本の漫画家、イラストレーター、同人作家。

## 略歴
- 岡山県立津山商業高等学校卒業後、大阪の専門学校に進学する[1]。
- 『未来は俺等の手の中〜J.P. STYLE GRAFFITI〜』で、第67回（2004年上期）手塚賞準入選。
- 月刊少年ジャンプ増刊王2004年WINTER号に受賞作が掲載され、デビュー
- 『月刊少年ジャンプ』（集英社）2005年4月号に「東洋No.1スラッガー豪山」を掲載。
- 同誌2006年12月号に「マジカル極道あざみ」を掲載。この頃から少女漫画風の画風になる。
- 同誌2007年6月号に「敏感!爆発エスパー 一条さん」を掲載。
- 『ジャンプスクエア』（集英社）2007年12月号より「魔法の料理 かおすキッチン」を連載開始。
- 『ジャンプスクエア』（集英社）2010年11月号に「少女きゅんきゅん」を掲載。
- 『ジャンプスクエア』（集英社）公式サイトにて、2011年9月より「ダークアクト」を連載開始。
- 『週刊ヤングジャンプ』（集英社）2012年8月2日号 No.34（7月19日発売）、11月22日号 No.50（11月8日発売）に「僕は妹を売らざるをえない。」を掲載。
- 『となりのヤングジャンプ』（集英社）2014年6月11日より「今日のテラフォーマーズはお休みです。」を連載開始。
- 2017年より6代目『日ペンの美子ちゃん』を手がける[2]。そのきっかけとなったパロディ同人作品「日ポン語ラップの美ー子ちゃん」が宝島社から2017年9月25日に単行本化。
- 『スピネル』（ホーム社・Webコミック配信サイト）で2017年12月1日より『邦画プレゼン女子高生 邦キチ! 映子さん』が連載開始。その後、2022年5月20日に『COMIC OGYAAAA!!』（ホーム社・Webコミック配信サイト）に移籍。
- 『サンデーうぇぶり』（小学館・Webコミック配信サイト）2020年12月29日に「副業魔法少女 サイドビジネス・マジカルガール」を掲載。
- 『COMIC OGYAAAA!!』（ホーム社・Webコミック配信サイト）2022年5月27日に「恋はインボイス」を掲載。
- Prime Video AnimeのTwitterアカウントにて2023年4月4日より「お嬢様、アニメのお時間です。」を連載開始[3]。

## 人物
関心が深く漫画で取り上げているジャンルとして、映画、日本のヒップホップシーン、プリキュアシリーズやプリティーシリーズなどの女児向けシリーズがある。それぞれ『邦キチ! 映子さん』など商業作品のほか、「ギリギリ! パクキュア」などの同人作品にも反映されている。

### 6代目『日ペンの美子ちゃん』
2017年より6代目『日ペンの美子ちゃん』を手がけている。服部はその数年前から、日本語ラップをテーマにしたパロディ漫画『日ポン語ラップの美ー子ちゃん』をウェブや同人誌で発表しており、パロディを書いていた作家が本家を担当することになった。当初、担当者から「一度会ってお話ししたい。お会いしませんか」と最初にメールが来た時は、くわしいことが書かれていなかったため、「怒られるのかな」と思ったという。

## 作風
1970年代から1980年代を中心とする少女漫画を蒐集し参考にした絵柄と、不条理ギャグが組み合わさった作風が特徴。キャリアの初期から少女漫画タッチの絵を書いていたわけではなく、「かおすキッチン」の原型の読み切り作品「マジカル極道あざみ」からそうした作風を始めた。当時、少女漫画の絵とギャグを組み合わせる作風に例がなく他の漫画家と差別化できると考えたからだという。

## 作品リスト
- 東洋No.1スラッガー豪山（単行本未収録）
- マジカル極道あざみ（「魔法の料理 かおすキッチン」第1巻に収録）
- 敏感!爆発エスパー 一条さん（「魔法の料理 かおすキッチン」第1巻に収録）
- 魔法の料理 かおすキッチン（全3巻）
- GOD MANGAX（「魔法の料理 かおすキッチン」第3巻に収録）
- 少女きゅんきゅん（単行本未収録）
- ダークアクト（全1巻）
- 僕は妹を売らざるをえない。（単行本未収録）
- 今日のテラフォーマーズはお休みです。（全6巻）
- 日ポン語ラップの美ー子ちゃん（全1巻）
- 6代目 日ペンの美子ちゃん（全1巻）
- 邦画プレゼン女子高生 邦キチ! 映子さん（既刊13巻）
- 副業魔法少女 サイドビジネス・マジカルガール（単行本未収録）
- 恋はインボイス（『邦キチ! 映子さん』第8巻に収録[8]）
- お嬢様、アニメのお時間です。[3]（単行本未収録）

## その他の活動
- 2006年12月23日リリースのアンダーグラウンドヒップホップコンピレーションアルバム「JUNK BEAT TOKYO / "J.B.T. WALKER VOL.1"」のブックレットに『EXCLUSIVE COMIC「JUNK BEAT TOKYO」（原作・COMA-CHI）』を掲載。
- 不定期で、ミュージックフリーペーパー『UNGA!』に、漫画「れげ★とん」を掲載。
- その他アンダーグラウンド系ミュージックに関するフライヤーやイラストを多数発表。
- 週刊アスキー「オフ喜利」のイラストを担当。
- 創作同人誌『ペロペロコミック』のメンバーでもある。
- ビデオキャスト『ちょっぴりエッチなクラブ学 横山美雪のこんなの初めてっ！（FLOOR net Podcast）』の番組ロゴを制作。
- 『ピコピコカルチャージャパン』にて漫画レビューコラム「墓場の漫画Digger」を連載。
- 月刊誌『サイゾー』にてコラム「服部昇大の流行解明3分間」を連載。
- 経営者と会計事務所のマッチングサイト『Fixpert』のPR漫画案件をTwitter上で掲載。「恋はインボイス」からキャラクターが登場した[9]。
- Calbeeの商品広告サイト『じゃがりこコミック』にて2022年10月23日に漫画「少女はキリンに恋してる」を掲載[10][11]。
- 書籍『なぜ働いていると本が読めなくなるのか』の紹介マンガを執筆[12]。一部書店にて無料配布。

## 師匠
- 片倉・狼組・政憲[要出典]